# Tout contre Léo
Pour plus de détails, voir Fiche technique et Distribution.
Tout contre Léo est un téléfilm de Christophe Honoré diffusé en 2002 adapté de son propre roman, publié en 1996 par les éditions L'École des loisirs.

## Synopsis
Le récit est celui de P'tit Marcel, dix ans, petit dernier d'une famille du Finistère, à côté de ses grands frères de 21, 19 et 17 ans. Un soir, il entend la fin d'une conversation entre ses parents, deux de ses frères et son grand frère préféré Léo : Léo vient d'annoncer qu'il a le sida. Tous décident de cacher la mort prochaine de Léo à Marcel.
Celui-ci va poursuivre sa vie de petit garçon entre faire comme si de rien n'était, attendre avec impatience que les grands lui fassent confiance et enfin s'inquiéter de ce qu'il deviendra sans Léo.

## Distribution
- Yaniss Lespert : Marcel
- Pierre Mignard : son grand frère Léo
- Marie Bunel : la mère
- Dominic Gould : le père
- Rodolphe Pauly : Tristan, le frère aîné
- Jérémie Lippmann : Pierrot, le troisième fils de la famille
- Louis Gonzales : Yvan, camarade de Marcel
- Joana Preiss : la mère d'Yvan
- Assaad Bouab : Aymeric
- Julien Peny
- Julien Honoré
- Laurent Honoré
- Sylvie Contant
- Anna Kerivel

## Diffusion
En 2002, Christophe Honoré réalise l'adaptation du roman pour la télévision et écrit le scénario avec Diastème. Il devait être diffusé dans la série « Carnet d'ado » de la chaîne française M6, mais la chaîne demanda et n'obtint pas d'Honoré la coupe d'une scène d'amour entre hommes. Dans le roman, l'orientation sexuelle de Léo n'est pas indiquée. Le téléfilm, lui, pose clairement son homosexualité.
Le téléfilm est édité en DVD en 2004 par l'éditeur Antiprod et finalement diffusé par Pink TV en septembre 2006.